# Am Aschermittwoch ist alles vorbei
Am Aschermittwoch ist alles vorbei ist ein Karnevalslied von Jupp Schmitz (Komposition) und Hans Jonen (Text) aus dem Jahr 1953. Der Titel wurde auf dem Grabstein von Schmitz eingraviert.  Das Stück gehört zu seinen bekanntesten Liedern, und der Titel wurde im Laufe der Zeit zu einem Geflügelten Wort.

## Weitere Verwendung
Das Lied wurde oft gecovert, so von Willy Schneider, Kurt-Adolf Thelen und DJ Schnippes.
Am Aschermittwoch ist alles vorbei ist auch der Titel eines Romans von Annegret Held sowie der Titel der deutschen Version eines Kriminalromans von Bill Knox.